# Cagnes-sur-Mer
Cagnes-sur-Mer üdülőváros Franciaországban, Alpes-Maritimes megyében. Lakosainak száma 52 852 fő (2022. január 1.). Cagnes-sur-Mer La Colle-sur-Loup, La Gaude, Saint-Laurent-du-Var, Saint-Paul-de-Vence, Vence és Villeneuve-Loubet községekkel határos.

## Fekvése
Nizzától délnyugatra, a Földközi-tenger partján fekszik.

## Története

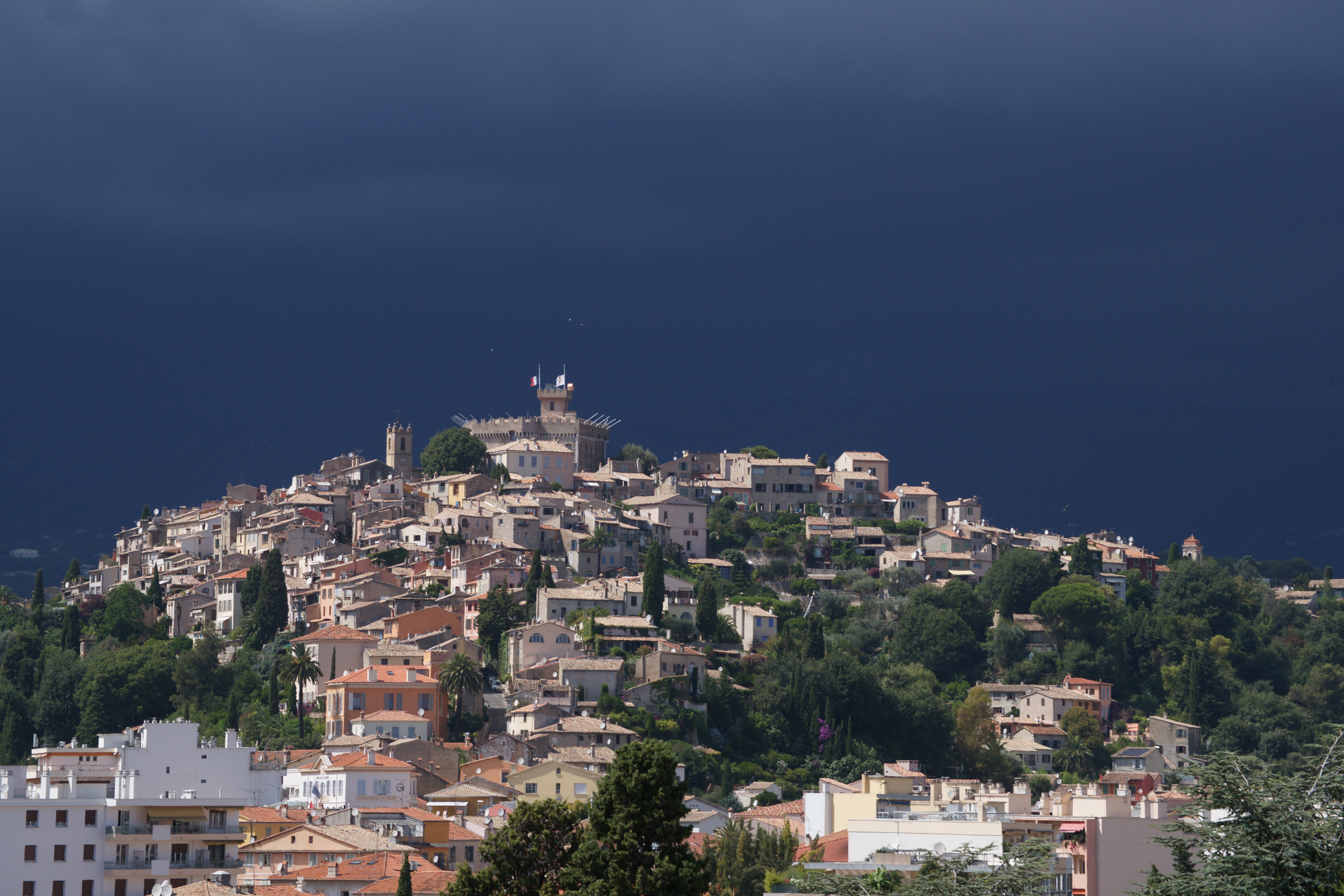
Cagnes-sur-Mer látképe

Cagnes-sur-Mer a 12. században várfalakkal körülvett település volt. A 14. században egy Grimaldi várat építtetett az itteni domb tetejére.
A várat 1536-ban V. Károly császár bevette, de a 18. században a spanyol örökösödési háborúban is megsínylette az egymást követő ostromokat. A francia forradalom alatt államosították, majd 1875-ben magánkézbe került, Cagnes városa végül 1939-ben visszavásárolta.
A vár földszinti termeiben ma olajfamúzeum van, az emeleten pedig a modern művészetek mediterrán múzeuma, melyben az itt élt művészek munkáit állítják ki, Dufytől a japán Fudzsitán át Victor Vasarelyig.
A várban rendezik meg az UNESCO támogatásával a festészet nemzetközi fesztiváljait. Az első nagydíját Victor Vasarely nyerte meg.
A Notre-Dame-de-Protection a 13–14. századi kápolnával szemben (a kápolnában 16. századi freskók vannak) egy ház falán emléktábla jelzi József Attila emlékét, aki 1927 nyarából két hónapot itt töltött az „avenue Germaine, maison Bormida” cím alatt a hazulról kapott 100 pengőből. Itt találkozott mindenkivel akiket a párizsi Montparnasse-ról ismert. Eta nővére is meglátogatta.
Cagnes keleti részén található a Renoir-múzeum. Auguste Renoir (1841–1919) 1908-ban telepedett le Cagnes-ban, hogy kínzó reumájára itt, a déli napon keressen gyógyulást. Egy háromhektáros, olajfák borította domboldalon vásárolt birtokot, maga építette fel a turisták által ma is látogatott, helyi stílusú, egyszerű kőházát. Kertjében egyik bronz Vénusza látható.

## Galéria

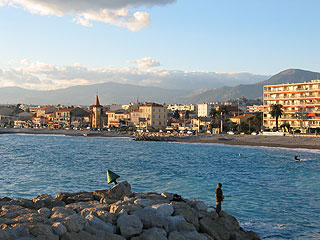
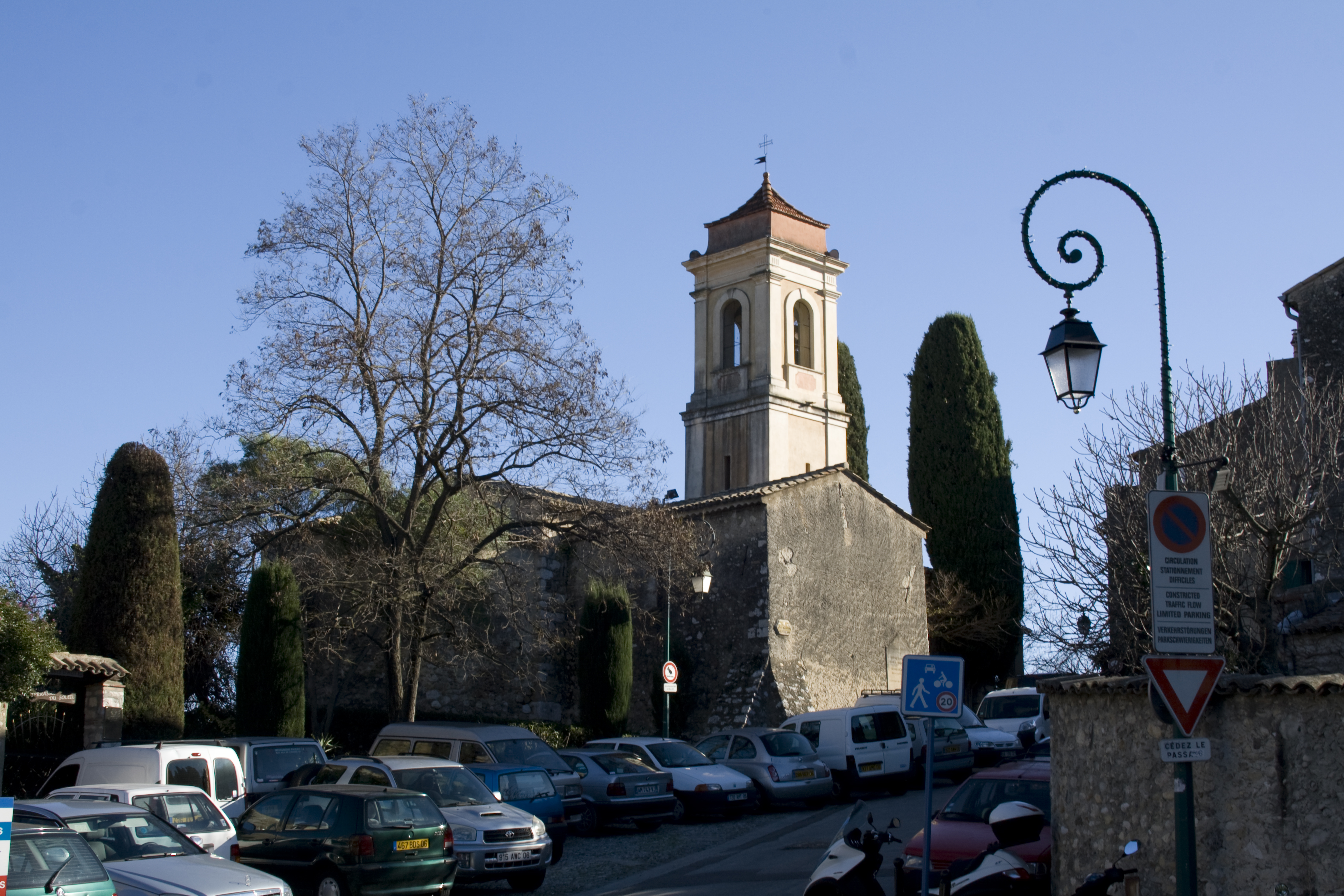
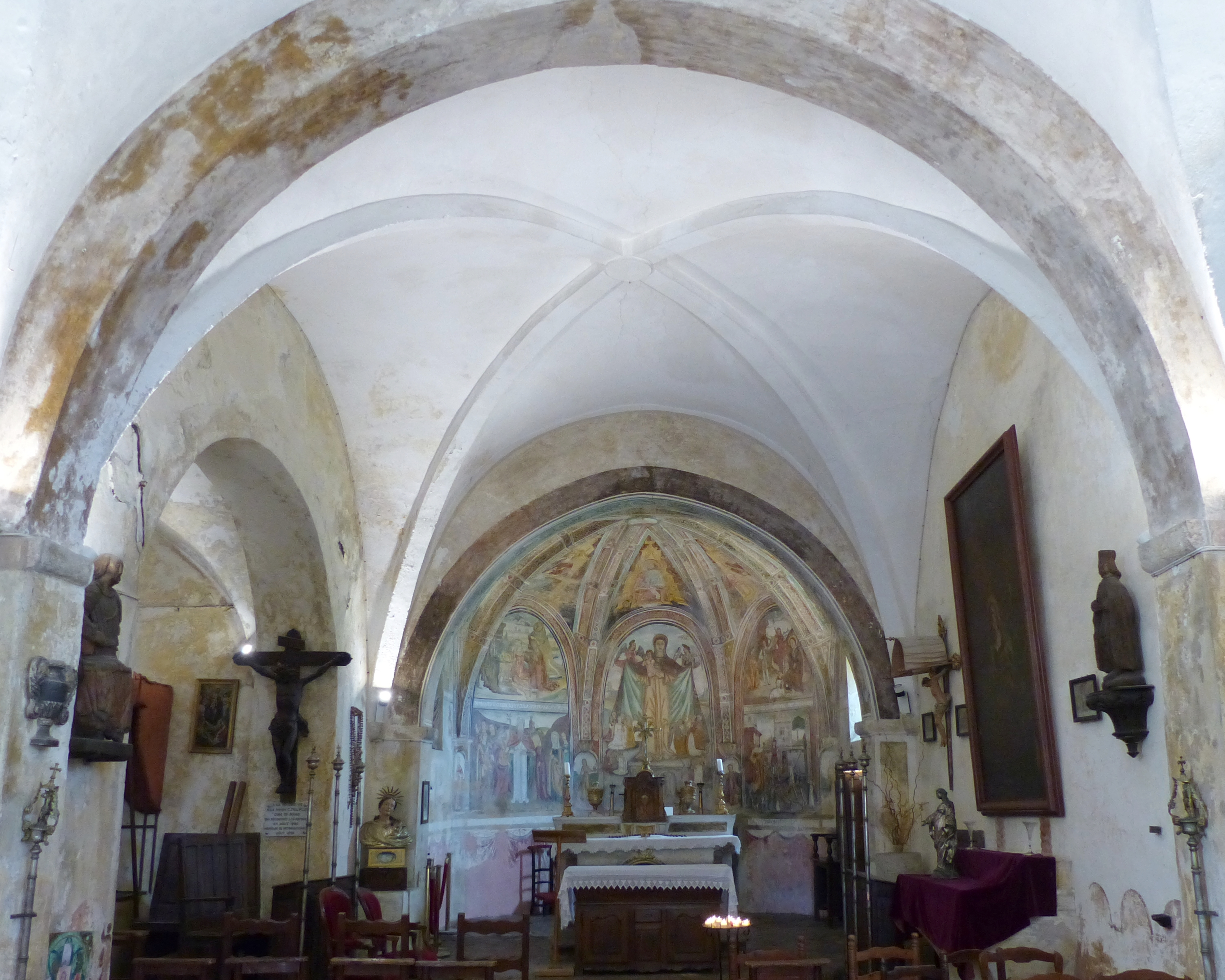
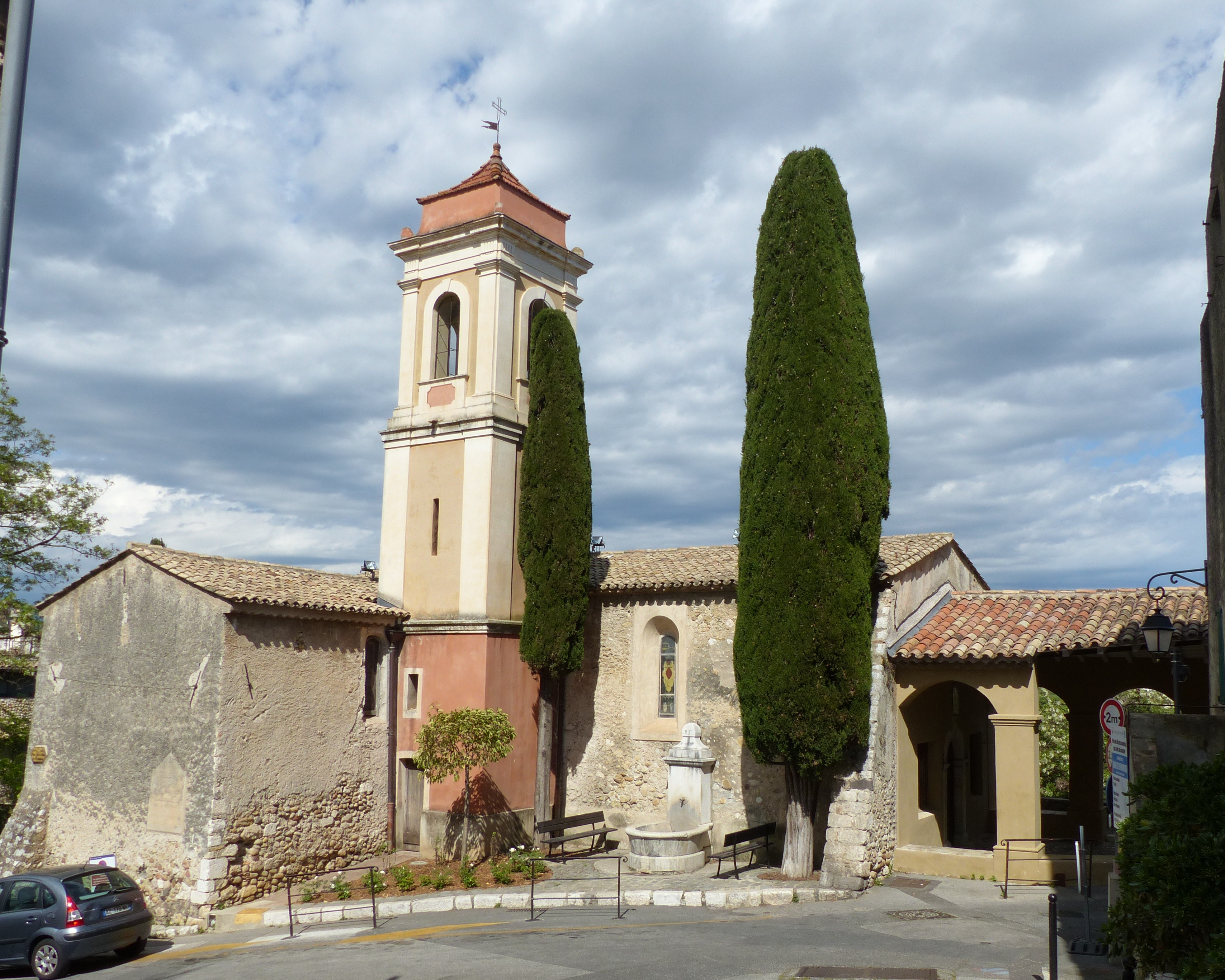
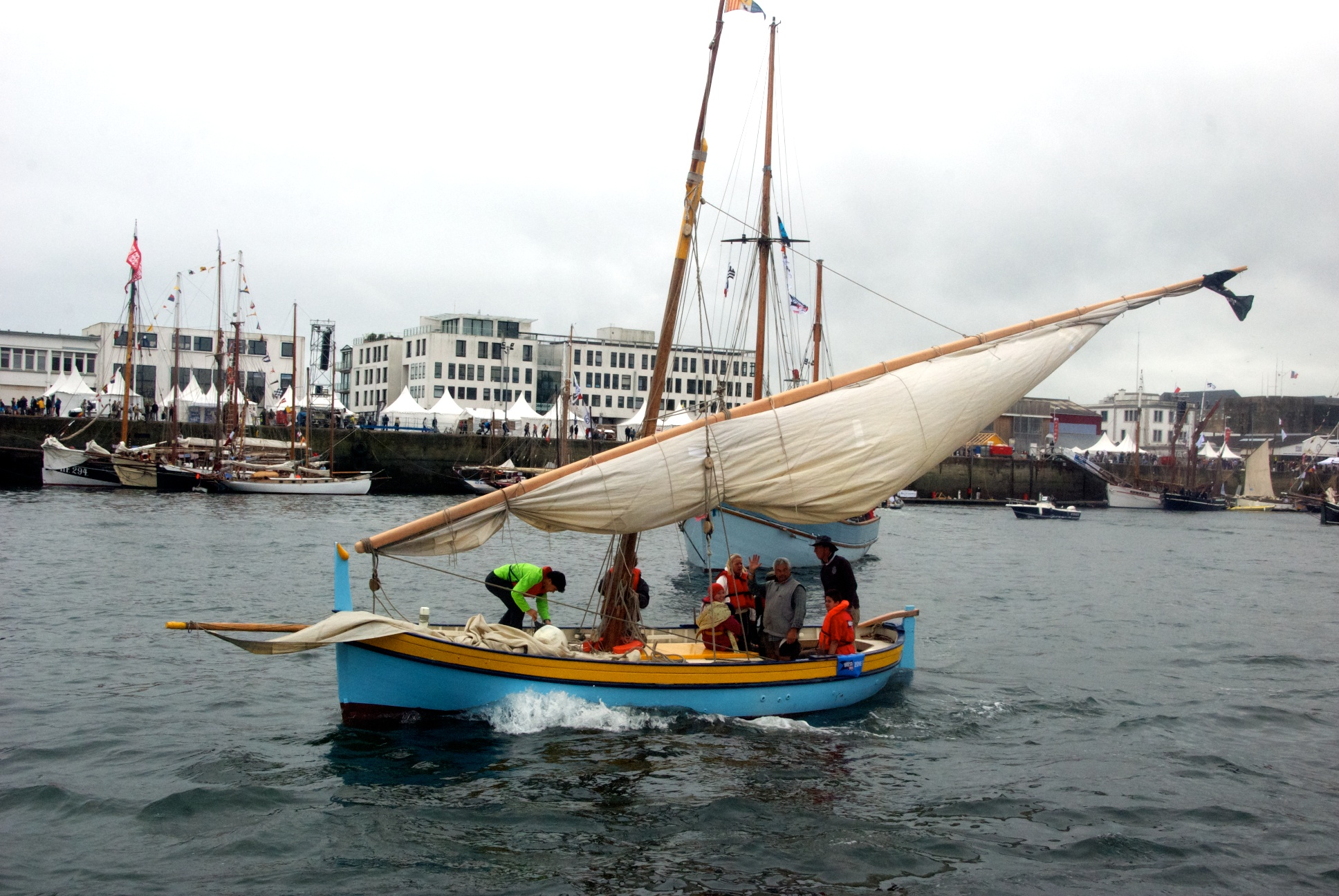
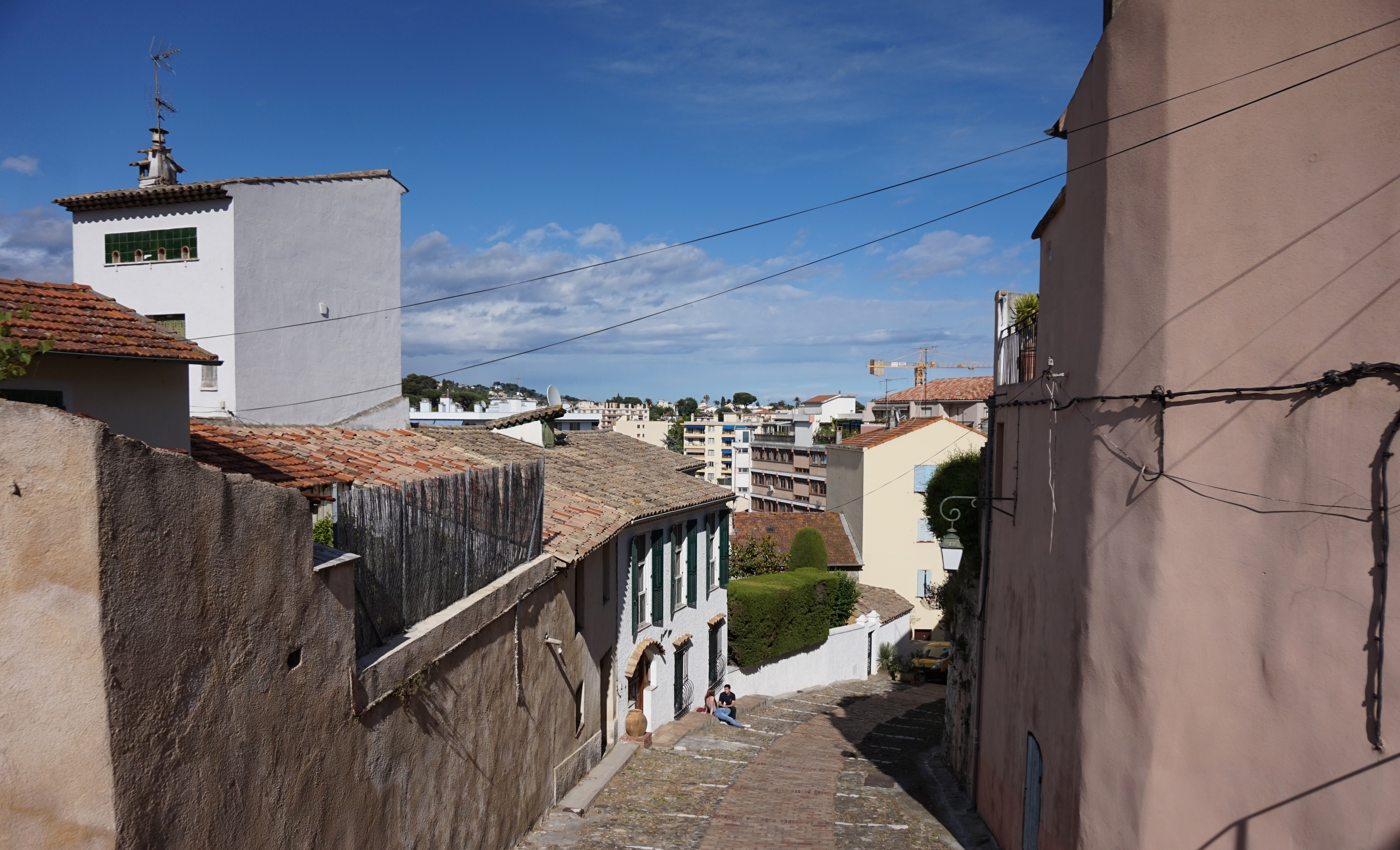
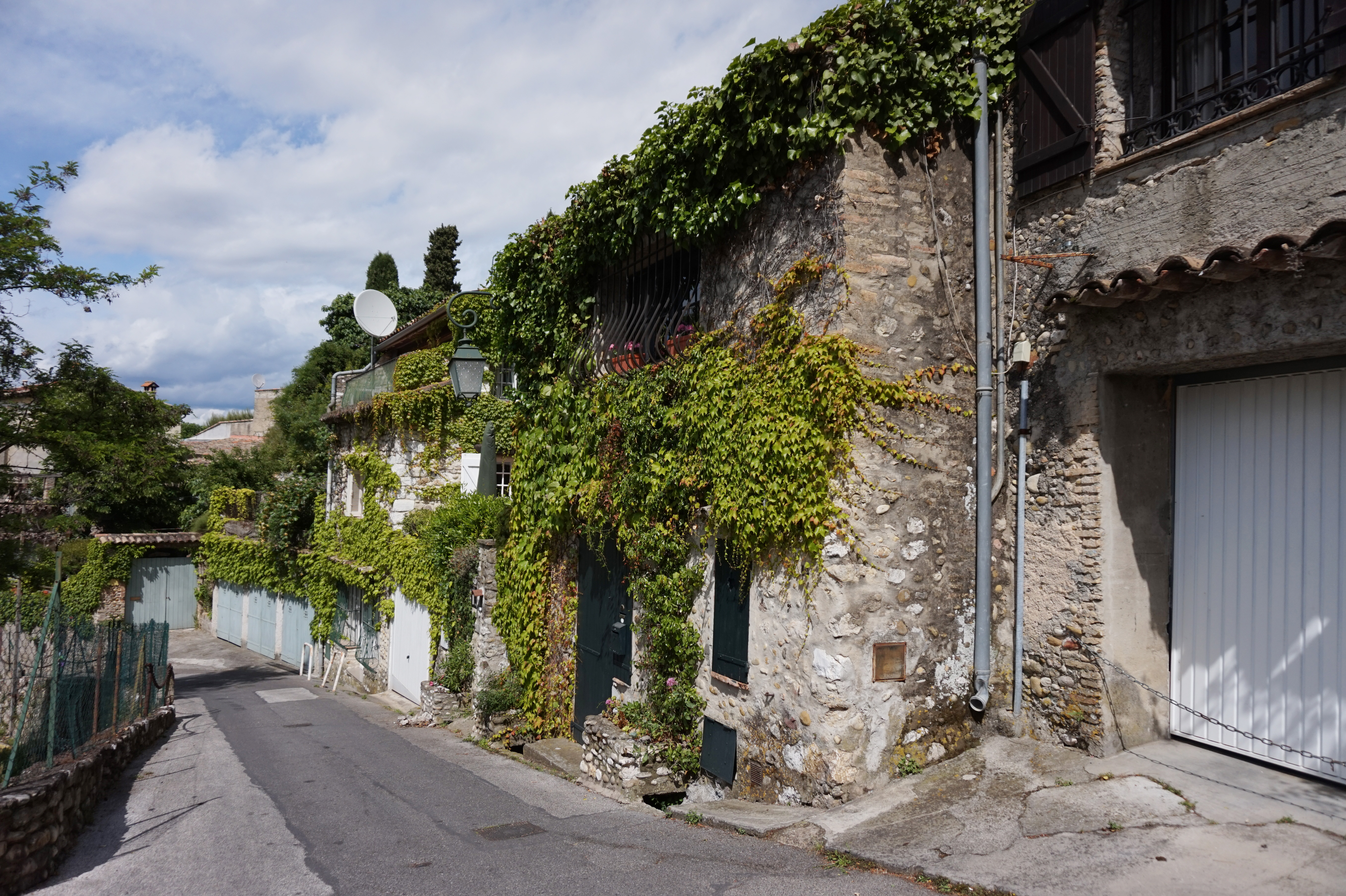
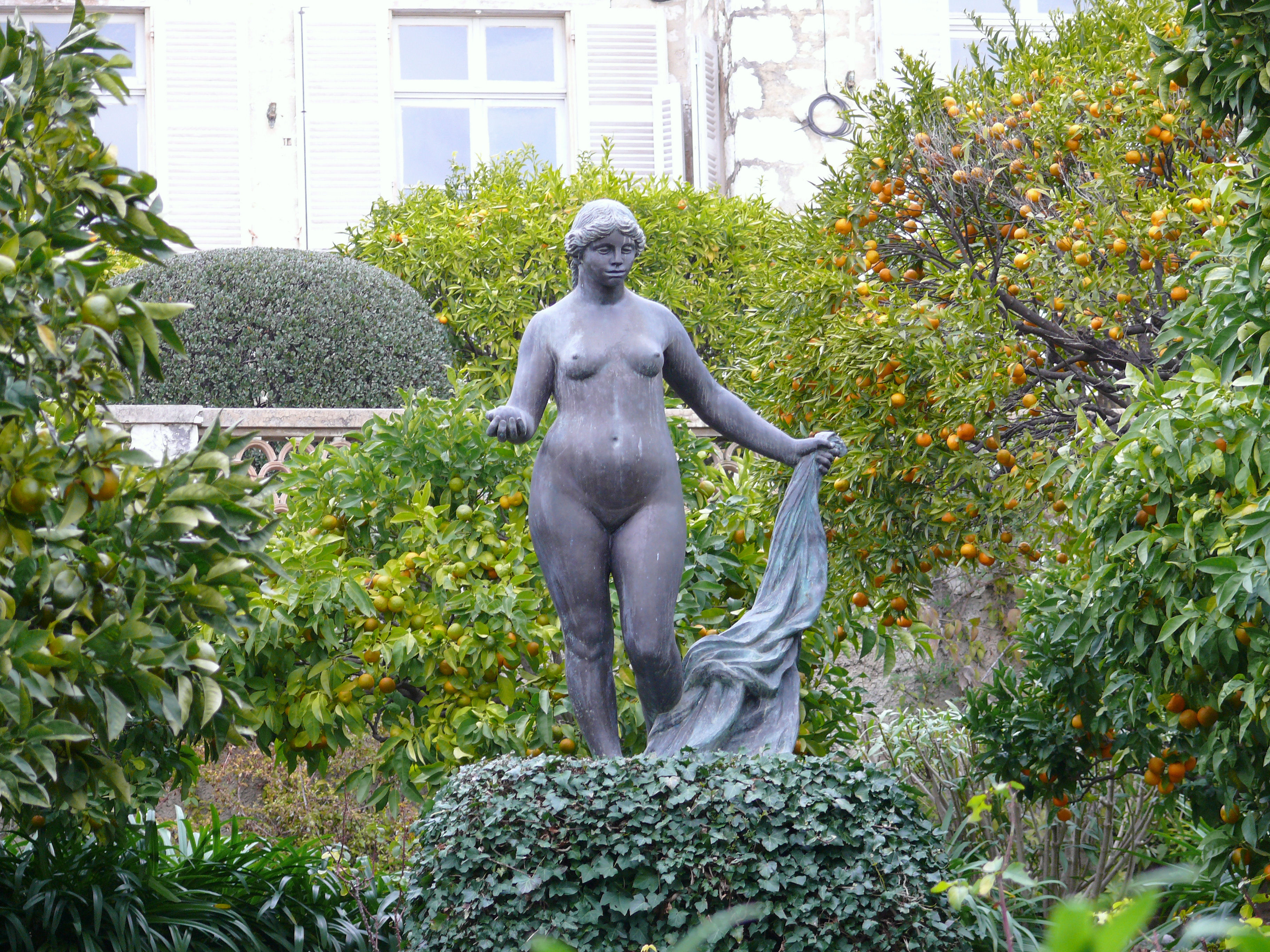
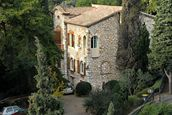
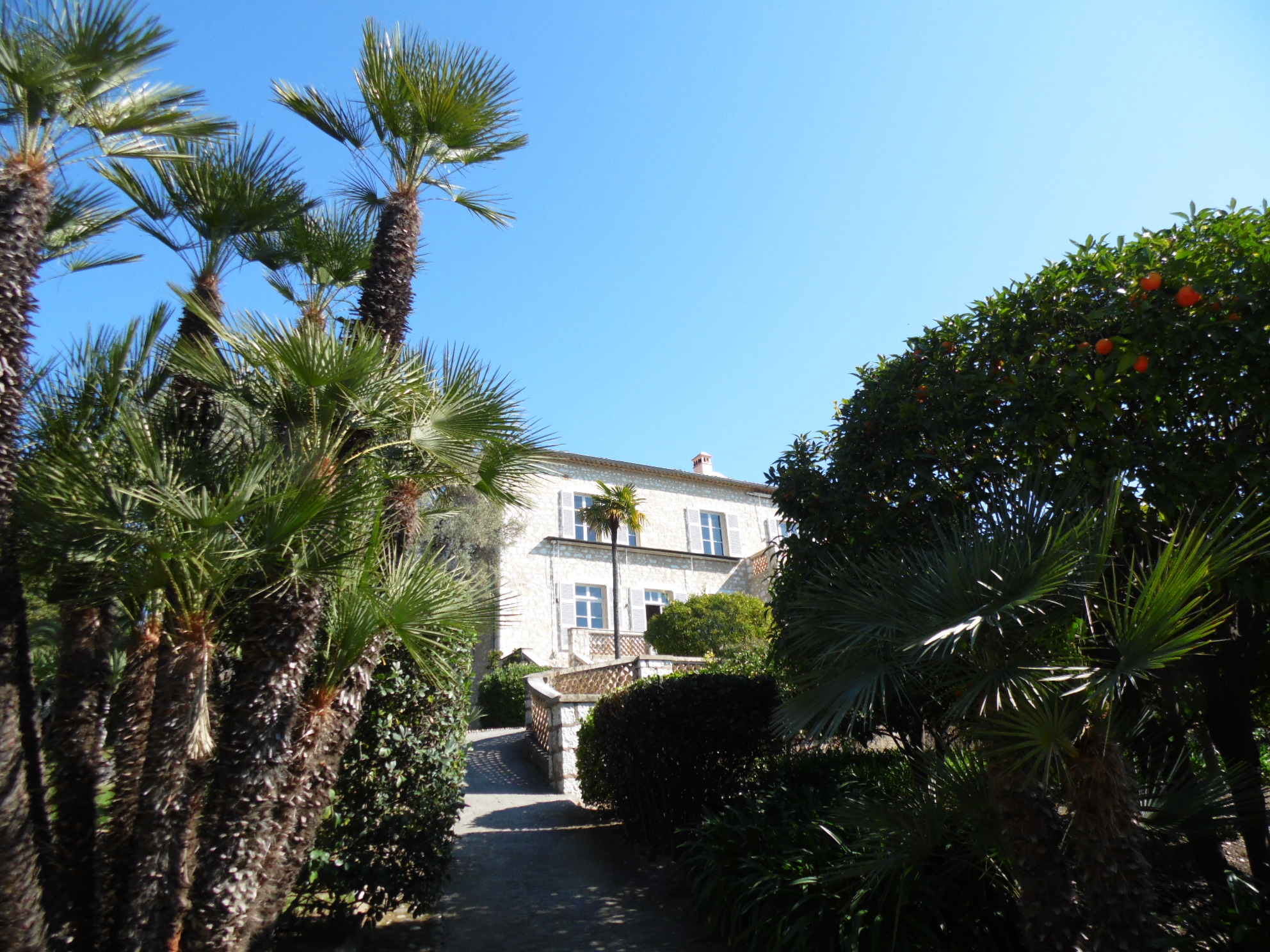
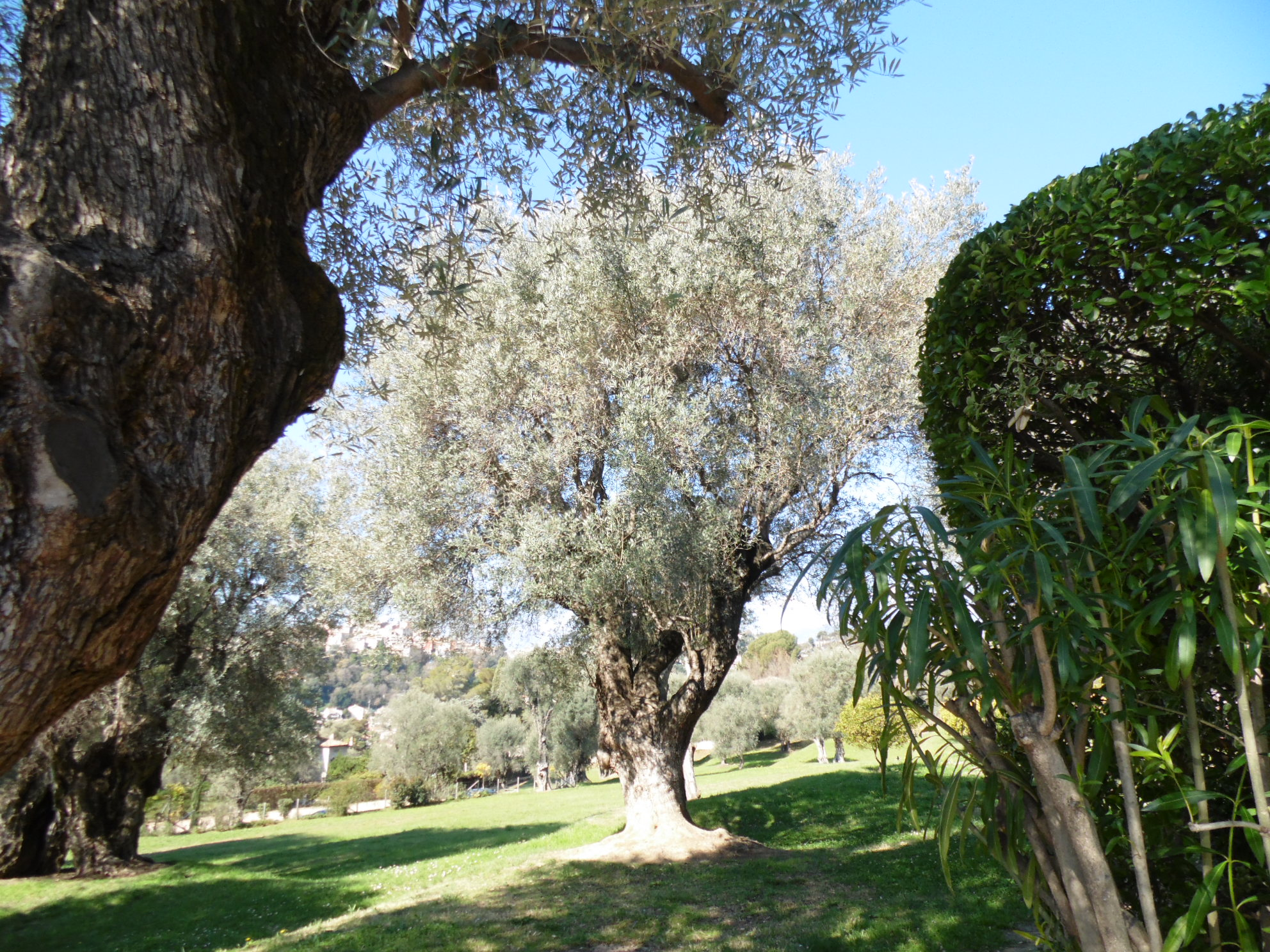
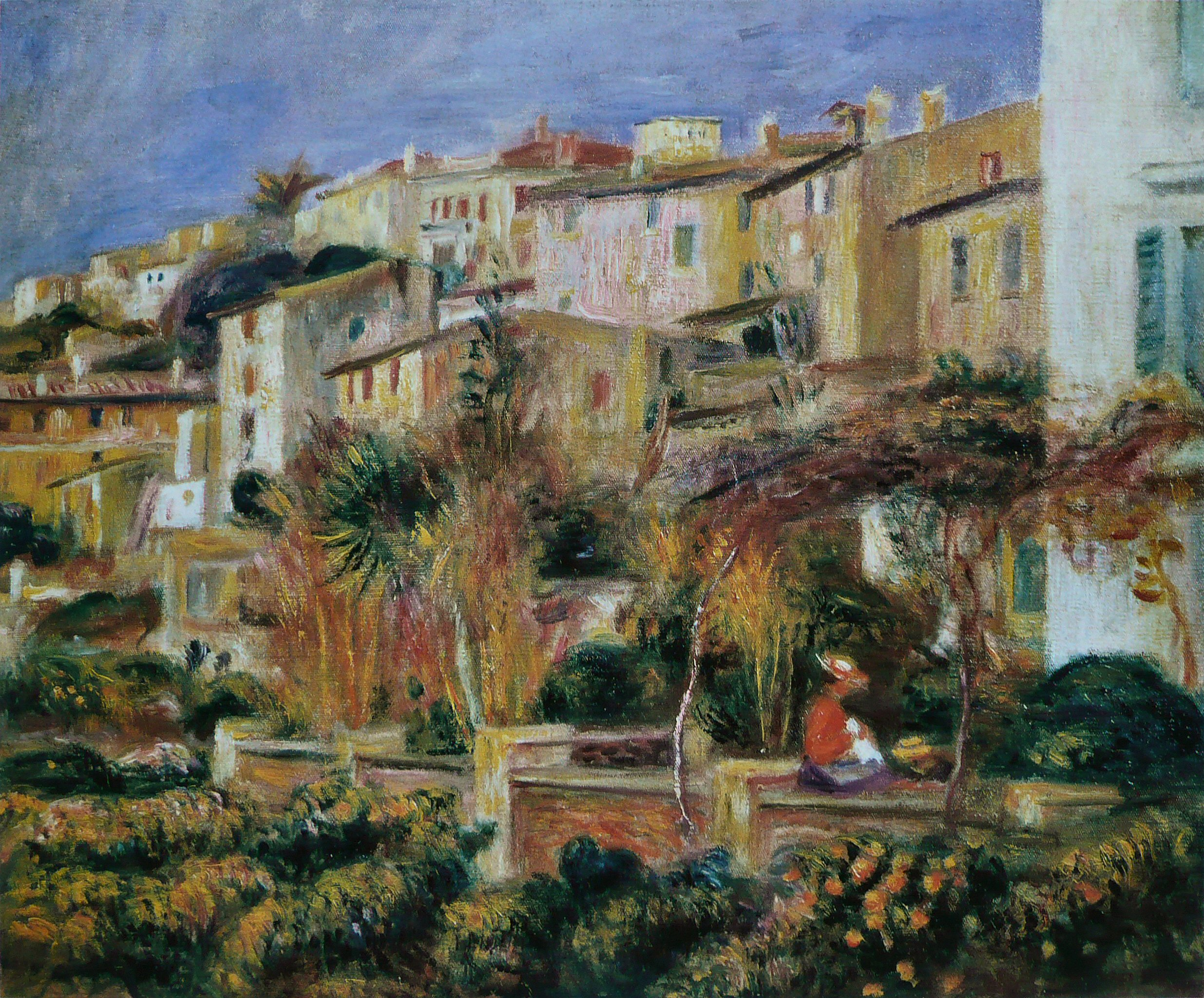

## Nevezetességek
- Renoir-múzeum
- Vár